# Chung Ki-young
Chung Ki-young (* 23. November 1959 in Südkorea) ist ein ehemaliger südkoreanischer Boxer im Federgewicht.

## Karriere
Am 3. Juni 1979 gab er gegen Woo-Jung Kim in Seoul mit einem einstimmigen Punktsieg erfolgreich sein Profidebüt. Im Jahre 1984 wurde er OPBF-Meister.
Ende November 1985 schlug er seinen Landsmann Oh Min-keun durch technischen K. o. in Runde 15 und wurde dadurch Weltmeister des Verbandes IBF. Diesen Titel verteidigte er insgesamt zweimal in Folge und verlor ihn Ende August 1986 an Antonio Rivera. Nach dieser Pleite beendete er seine Karriere.